# Night Falls on Manhattan
Night Falls on Manhattan är en amerikansk långfilm från 1997 i regi av Sidney Lumet, med Andy Garcia, Ian Holm, James Gandolfini och Lena Olin i rollerna. Filmen bygger på romanen Tainted Evidence av Robert Daley.

## Handling
Sean Casey (Andy Garcia) är en fd polis som blivit åklagare. Nu får han i uppgift att åtala Jordan Washington (Shiek Mahmud-Bey), mannen som skjutit Seans pappa Liam Casey (Ian Holm), även han polis. Men mannens advokat Sam Vigoda (Richard Dreyfuss) beskriver under rättegången att poliserna som grep Washington egentligen varit ute efter att mörda honom.

## Rollista
| Andy Garcia      | – Sean Casey         |
| Ian Holm         | – Liam Casey         |
| James Gandolfini | – Joey Allegretto    |
| Lena Olin        | – Peggy Lindstrom    |
| Shiek Mahmud-Bey | – Jordan Washington  |
| Colm Feore       | – Elihu Harrison     |
| Ron Leibman      | – Morgenstern        |
| Richard Dreyfuss | – Sam Vigoda         |
| Dominic Chianese | – Domare Impelliteri |
| Paul Guilfoyle   | – McGovern           |